# Olan Rogers
Thomas Olan Rogers (Született: 1987. június 11.) amerikai komikus, színész, szinkronszínész, filmrendező és YouTuber. Legismertebb munkája a 2018 és 2021 között futott Az űr vége (Final Space) sorozat, melyben amellett, hogy a főszereplő Gary Goodspeed-et, és Mooncake-et megszólaltatta, amellett ő volt a széria megálmodója is.

## Karrier
Rogers pályafutását a YouTube-on kezdte, ahol két másik középiskolai és egyetemi diáktársa mellett, megalapította a BalloonShop komikus triót. A csapat leginkább rövid vígjátékaikról és sketcheikről lettek híresek. Ezután Rogers áttért szólócsatornájára, ahol saját sketcheket, valamint élőszereplős és animációs rövidfilmeket készített. Emellett legnézettebb videói közé tartoznak azok a videók, amelyekben vicces és kínos történeteket mesél él a saját életéből.
2015-ben, miután panaszkodott arra, hogy nem tud elegendő időt tölteni a rajongóival, megnyitotta a "The Soda Palor" nevű társalgót Neshville-ben, ahol különböző Arcade játékok és desszertek várták az érdeklődőket. A szalont 2020 márciusában tornádó sújtotta, valamint ezt követően később ki is fosztották.
Csatornája 2019. március 26-án elérte az 1 millió feliratkozót, de ezután hosszú tétlenségi időszakba lépett a csatorna, amit Olan később úgy magyarázott, hogy több személyes problémája akadályozta a videók készítését - köztük a szalon elpusztítását, valamint macskája, Starscream halálát.

### Az űr vége
2016-ban Rogers készített egy animációs pilotot Final Space címen, amit később a TBS számára fő műsoridős televíziós sorozattá fejleszthetett. A sorozat egy Gary Goodspeed nevű szélhámos űrhajóst állítja a középpontba, valamint az ő zöld kis űrlény utitársát: Mooncake-et (Aki történetesen egy bolygó-pusztító szuperfegyver), akik a galaxist próbálják megmenteni a végzetes Űr vége elől, ahol az univerzum véget ér (Mind a két szereplő hangját Rogers szolgáltatja). 2018. február 26-án indult az első szezon és 10 rész után ért véget 2018. május 7-én ért véget a TBS-en. A sorozat nemzetközi terjesztését később a Netflix intézte. A második évad 2019 nyarán indult az Adult Swim-en és 13 epizód után fejeződött be. A harmadik évad premierje 2021. március 20-án volt. Rogers vezette a sorozat közösségi média fiókjait, beleértve a hivatalos Twitter / X fiókot, ugyanis a rajongókkal való kapcsolattartást "jó ötletnek" nevezte.
2021 szeptemberében a Warner Bros a Discovery-vel való összeolvadás miatt törölte a sorozatot három évad után, amit Rogers maga mesélt el a "goodbye final space" című videójában. 2022 szeptemberében Rogers sajnálattal közölte, hogy Az űr vége elhagyja a nemzetközi piacot, azzal, hogy 2023 februárjában végérvényesen levételre kerül a Netflix-ről. Ezáltal a 3. évad nem kap fizikai hordozós megjelenést, és a műsor törlődik minden platformról. Ezáltal a szériát ezentúl nem lehet legális módon megtekinteni. A szomorú hírek ellenére Rogers megígérte, hogy folytatja a küzdelmet, hogy a sorozat megfelelő lezárást kapjon, ezért alkotta meg a #renewfinalspace hashtaget. Ez odaáig vezetett, hogy 2023 áprilisában a Warner Bros Discovery engedélyt adott Rogers-nek, egy egyszeri grafikus regény elkészítésére, ami Az űr vége befejezésként szolgál majd. A képregény "Final Space: The Final Chapter" (Az űr vége: Az utolsó fejezet) címmel fog megjelenni 2024 végén.

### Godspeed és további jövőbeli projektek
2022 júniusában Olan feltöltött egy előzetest a következő projektjéhez, a Godspeed című animációjához, és a Kickstarter-hez fordult segítségül a projekt finanszírozásához. A kampányt 2 óra alatt finanszírozták, és az eredeti cél 580%-át elérte. A Godspeed hivatalos weboldala később tisztázta, hogy a különféle díjak és megszorítások után a KS-pénzből készült nem lehetett teljes hosszúságú filmet finanszírozni, így a projekt egyetlen epizód lesz fél órás epizód lesz. A Godspeed gyártása 2023. január 9-én kezdődött.
A végtermékben olyan szinkronszínészek vettek részt, mint Troy Baker, Claudia Black, Coty Galloway, és maga Rogers. A Godspeedet 2023. december 15-én mutatták be a YouTube-on.
Miután 2024-ben a YouTube régi tartalomkészítői sorozatosan kezdtek visszavonulni, Rogers februárban bejelentette, hogy az eddigi tartalmaktól szeretne eltávolodni, és új kontentet próbál létrehozni a csatornájára. Rogers új vállalkozásához új Patreon-t indított, és összeterelt néhány ismerősét (Köztük a BalloonShop-ból is), hogy közreműködjenek vele a Haunt Hounds című sorozatán, amiben az Egyesült Államok elhagyatott / kísértetjárta helyeit járják körbe és éjszakákat töltenek el ott.

## Filmográfia

### Játékfilmek
| Év   | Cím              | Szerep                                                   | Megjegyzés                                    |
| ---- | ---------------- | -------------------------------------------------------- | --------------------------------------------- |
| 2011 | New Prime        | Valavingee / Ferris / Daniels / Zak McSleuthburger / Bob | Rendező, író, producer és vezető producer is. |
| 2014 | As Dreams Do     | Walt Disney                                              |                                               |
| 2016 | The Matchbreaker | Mitchell                                                 |                                               |

### Egyéb média
| Év              | Cím                                        | Szerep                                                                          | Megjegyzés                                           |
| --------------- | ------------------------------------------ | ------------------------------------------------------------------------------- | ---------------------------------------------------- |
| 2007-2010       | BalloonShop                                | Önmaga                                                                          | Rendező is                                           |
| 2008            | "In the Cave" (Tokyo Police Club)          | Önmaga                                                                          | Zenei videó; Rendező is                              |
| 2011            | Annoying Orange                            | Meteortron (hangja)                                                             | 1 epizód (Vendégszereplő)                            |
| 2015            | Oscar's Hotel for Fantastical Creatures    | Box Death (hangja)                                                              |                                                      |
| 2016-2017       | Mr. Students Body President                | Mr. Bayblock                                                                    |                                                      |
| 2017            | Ear Biscuits                               | Önmaga                                                                          | 1 epizód (Vendészereplő)                             |
| 2018            | Conan                                      | Önmaga                                                                          | 1 epizód (Vendészereplő)                             |
| 2018-2021       | Az űr vége (Final Space)                   | Gary Goodspeed / Mooncake / Tribore Menendez / Biskit / További hangok (hangja) | 36 epizód (Főszereplő), alkotó, író, vezető producer |
| 2023            | Godspeed                                   | Bowie (hangja)                                                                  | Alkotó, író is                                       |
| 2024-napjainkig | Haunt Hounds                               | Önmaga                                                                          | Alkotó, rendező, vezető producer is                  |
| TBA             | Névtelen projekt a Disney+-al              |                                                                                 |                                                      |
| TBA             | Névtelen projekt az Amazon Prime Video-val |                                                                                 |                                                      |

### Videojátékok
| Év   | Cím                     | Szerep                                                |
| ---- | ----------------------- | ----------------------------------------------------- |
| 2022 | Final Space: The Rescue | Gary Goodspeed / Mooncake / Tribore Menendez (hangja) |